# 文格阿姆普杜尔
文格阿姆普杜尔（Vengampudur），是印度泰米尔纳德邦Erode县的一个城镇。总人口7634（2001年）。

## 人口
该地2001年总人口7634人，其中男性3786人，女性3848人；0—6岁人口573人，其中男297人，女276人；识字率66.11%，其中男性为76.78%，女性为55.61%。